# St.-Annen-Durchgang

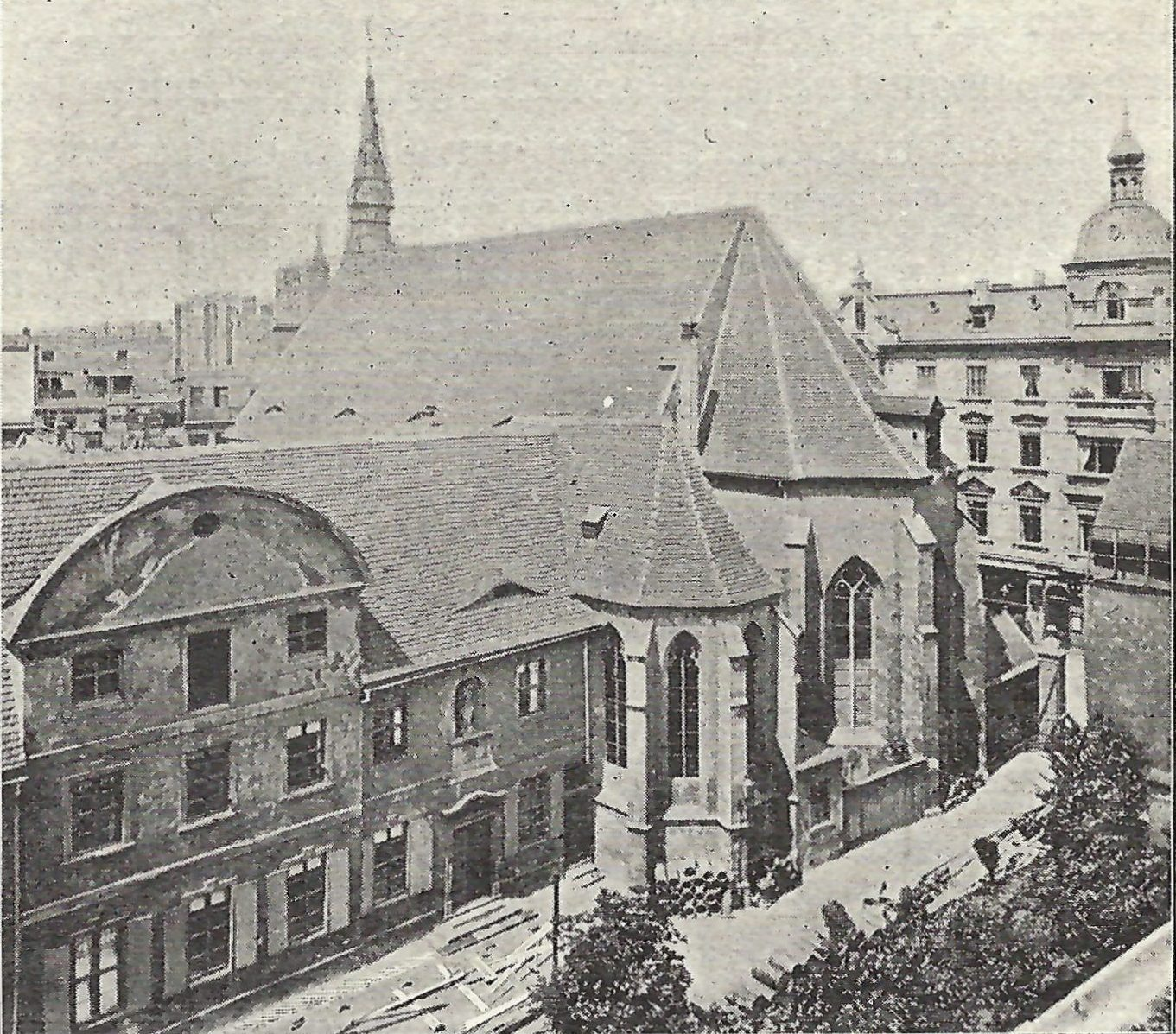
St.-Annen-Durchgang, Blick von Südosten; links das Hospital St. Annen, rechts hiervon die St.-Annen-Kapelle und die Heilig-Geist-Kirche, rechts die Einmündung auf die Berliner Straße

Der St.-Annen-Durchgang war eine Straße in Magdeburg im heutigen Sachsen-Anhalt. Nach Zerstörungen im Zweiten Weltkrieg wurde die Straße aufgegeben.

## Lage und Verlauf
Die kleine Straße befand sich in der Magdeburger Altstadt. Sie führte von der Heiligegeiststraße im Süden in nördlicher Richtung durch den Bereich des Hospitals St. Annen, bis sie nach etwa 100 Metern auf die Berliner Straße (heutige Goldschmiedebrücke) traf. Am nordwestlichen Ende befand sich die Ostseite der Heilig-Geist-Kirche. Am Durchgang befand sich das Basedowdenkmal. Nur wenig weiter westlich verlief die damalige Goldschmiedebrücke (heutige Regierungsstraße) parallel. Eigene Hausnummern hatte die Gasse nicht. Die beidseitige Bebauung gehörte jeweils zu den angrenzenden Straßen.
Heute befindet sich dieser Bereich östlich des nördlichsten Abschnitts der Regierungsstraße. Das Areal ist mit Wohnblöcken, insbesondere der Wobau-Welle und der Südseite der heutigen Goldschmiedebrücke überbaut.

## Geschichte
Der Name ging auf die Funktion als Durchwegung des Gebiets des Hospitals St. Annen zurück, das bereits 1214 erstmals urkundlich erwähnt wurde. Zunächst befand sich das eigentliche Hospital im nordöstlichen Bereich. Südlich hiervon erstreckte sich der Friedhof der Heilig-Geist-Kirche, die ihrerseits im nordwestlichen Bereich lag, südlich hiervon befand sich die St.-Annen-Kapelle. Südlich hiervon standen mehrere kleine Häuser, die Otto von Guericke 1632 als Arme-Leut-Häuser bezeichnete. Das Stift übernahm die Häuser dann nach und nach und breitete sich auch westlich des Durchgangs aus. Auch der ehemalige Friedhof wurde bebaut.
Im südlichen Abschnitt war der Durchgang neben dem Friedhof ursprünglich sehr schmal und verlief auch unregelmäßig. Im Rahmen der nach einem Brand 1847 erforderlich gewordenen Bauarbeiten wurde der Weg dort verbreitert.
Während des Zweiten Weltkriegs wurde auch der Bereich des Hospitals und des Durchgangs zerstört. Die erhaltene Heilig-Geist-Kirche wurde 1959 abgerissen. Das Gebiet wurde dann in der Zeit der DDR mit achtgeschossigen Wohngebäuden, quer zum früheren Verlauf des St.-Annen-Durchgangs bebaut, der so aufgegeben wurde.